# Acidiferrobacteraceae
Famille
Genres de rang inférieur
- Acidiferrobacter
- Sulfuricaulis
- Sulfurifustis

Les Acidiferrobacteraceae forment une famille de l'ordre de bactéries à Gram négatif Acidiferrobacterales , du phylum des Pseudomonadota. Cet ordre contient les bactéries de trois genres différents dont les Acidiferrobacter.

## Taxonomie
Le nom correct complet (avec auteur) de ce taxon est Acidiferrobacteraceae Kojima et al. 2015.
Le genre type est Acidiferrobacter Hallberg et al. 2011.

### Étymologie
La famille Acidiferrobacteraceae a été nommée ainsi d'après le genre type qui lui a été assigné, Acidiferrobacter. Son étymologie est la suivante : A.ci.di.fer.ro.bac.te.ra.ce’ae. N.L. masc. n. Acidiferrobacter, genre type de la famille; L. fem. pl. n. suff. -aceae, suffixe pour dénommer une famille; N.L. fem. pl. n. Acidiferrobacteraceae, la famille des Acidiferrobacter,.

### Historique
L'ordre Acidiferrobacterales  et la famille Acidiferrobacteraceae ont été décrits en 2015 et inclus dans la classe des Gammaproteobacteria sur la base des analyses phylogénétiques des séquences d'ARN ribosomal 16S et des caractéristiques biochimiques pour accommoder les genres Acidiferrobacter et Sulfurifustis.

### Liste des genres
Selon la LPSN (29 août 2022) :
- Acidiferrobacter Hallberg et al. 2011, genre type de la famille
- Sulfuricaulis Kojima et al. 2016
- Sulfurifustis Kojima et al. 2015

## Description
Lors de sa description de 2015, la famille Acidiferrobacteraceae comprend deux genres bactériens auxquels s'est ajouté un troisième en 2016.